# Maria Jansén
Maria Christina Jansén, född 31 oktober 1968 i Vadstena, Östergötland, är en svensk museitjänsteman.
Maria Jansén växte upp i Vadstena och utbildade sig bland annat till bebyggelseantikvarie 1990–93 vid Göteborgs universitet, där hon tog en filosofie kandidatexamen, och gick 1998–99 en masterutbildning i Museum & Gallery Management vid City University i London.
Maria Jansén arbetade på Riksantikvarieämbetet 2000–06 och var chef för Östergötlands museum 2006–12. Hon tillträdde i augusti 2012 tjänsten som överintendet och chef för Statens historiska museer.
År 2021 tillträdde Marie Jansén som kulturdirektör i Stockholms stad. Hon efterträdde kulturdirektör Robert Olsson som gick i pension.